# Mlode
Mlode, niedersorbisch Młoźe, ist ein Ortsteil der Stadt Calau im südbrandenburgischen Landkreis Oberspreewald-Lausitz.

## Geografie
Mlode liegt in der Niederlausitz im Naturpark Niederlausitzer Landrücken. Nördlich des Ortes liegt Bischdorf, ein Ortsteil der Stadt Lübbenau/Spreewald. Im Osten schließt sich Saßleben mit dem Gemeindeteil Kalkwitz an. Südlich von Mlode befindet sich die Stadt Calau, südwestlich folgt Buckow. Im Westen grenzt der Ort an Bathow. Durch den Ort fließt die Kleptna.
Zu Mlode gehört der Gemeindeteil Rochusthal.

## Geschichte
Der Name des Ortes Mlode leitet sich vom sorbischen Wort mloze, was jung bedeutet, ab. Der Ort wurde auch als Mloda und Mlodo bezeichnet.
Das Dorf gehörte der Calauer Schlosskapelle. Diese verkaufte es im Jahr 1560 an Otto von Zabeltitz. Zu den folgenden Besitzern gehörten unter anderem die Familien von Schlieben und von Barnheim. Im Jahr 1693 wurde Mlode als wüstes Dorf bezeichnet. Seit dem Jahr 1764 wird es jedoch wieder bewohnt und gelangt 1768 an die Grafschaft zu Lynar, bei der er 1945 verbleibt. Verwaltungsmäßig gehörte der Ort zum Landkreis Calau. Erst 1951 wurde der Ort an die elektrische Stromversorgung angeschlossen. Mit dem Bau einer Schafstallanlage in Mlode errichtete man zehn Reihenhäuser und einen Wohnblock.
Am 1. Januar 1926 wurde Mlode nach Seese eingemeindet. Nachdem Seese durch den Tagebau Seese-West devastiert wurde, wurde es zum 1. Januar 1969 mit seinen verbliebenen Gemeindeteilen Mlode und Rochusthal nach Bischdorf eingemeindet. Zum 1. Juni 1987 wurde Mlode aus Bischdorf ausgegliedert und eine selbständige Gemeinde mit dem Ortsteil Rochusthal. Am 26. Oktober 2003 wurde Mlode mit Groß Mehßow, Kemmen, Bolschwitz, Saßleben und Werchow nach Calau eingegliedert.

### Einwohnerentwicklung
| 1875 | 49 | 1989 | 156 | 1993 | 162 | 1997 | 163 | 2001 | 149 |
| 1890 | 40 | 1990 | 159 | 1994 | 161 | 1998 | 159 | 2002 | 147 |
| 1910 | 50 | 1991 | 160 | 1995 | 163 | 1999 | 154 |      |     |
| 1925 | 54 | 1992 | 165 | 1996 | 163 | 2000 | 156 |      |     |

## Kultur und Sehenswürdigkeiten
Das ehemalige Backhaus in Mlode wurde rekonstruiert.

## Wirtschaft und Infrastruktur
Nordwestlich des Ortes liegt der ehemalige Tagebau Seese-West. Westlich des Ortes verläuft die Bundesautobahn 13.